# Texola hepburni
Texola hepburni är en fjärilsart som beskrevs av Frederick DuCane Godman 1901. Texola hepburni ingår i släktet Texola och familjen praktfjärilar. Inga underarter finns listade i Catalogue of Life.